# Sherlockiana

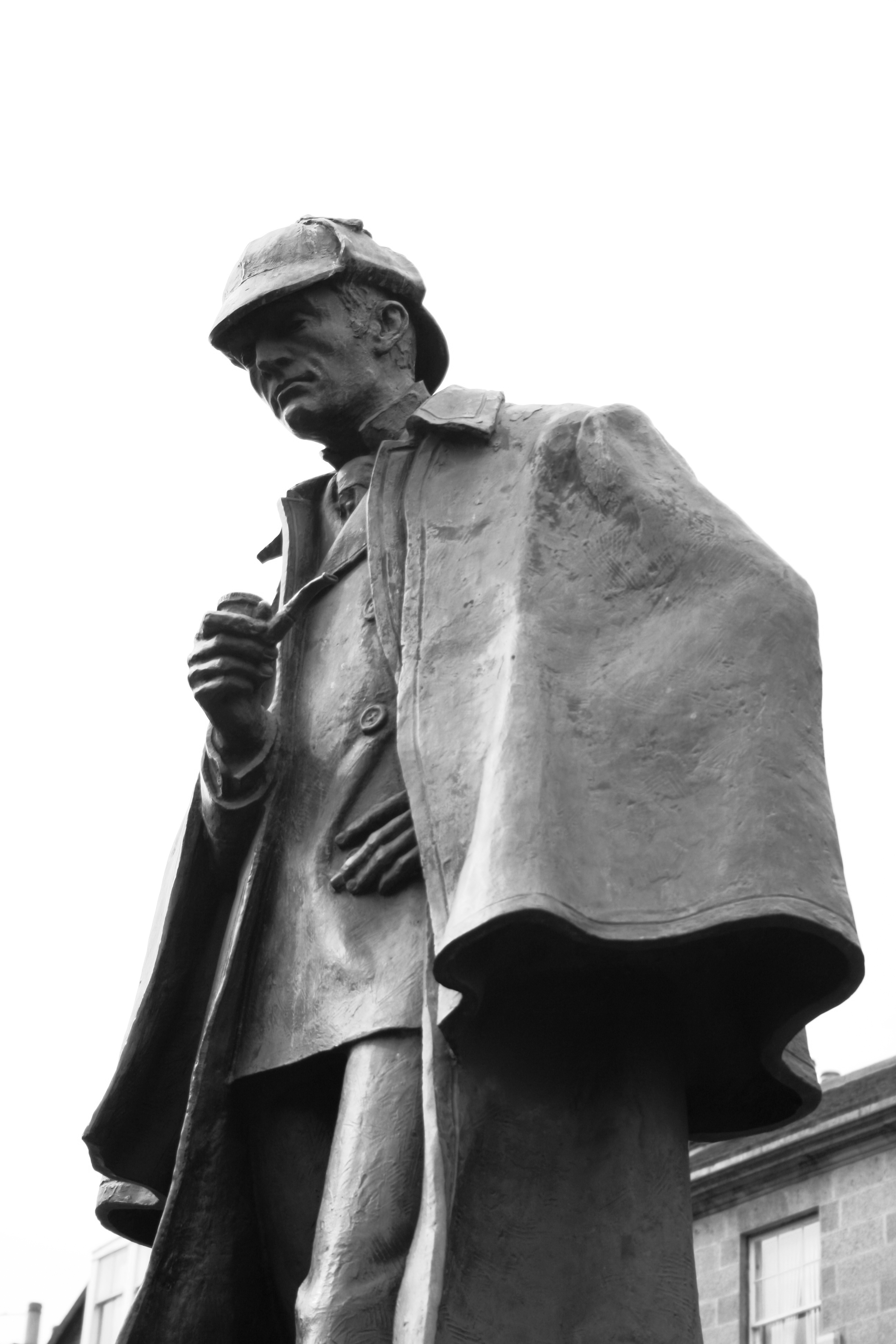
Statuia lui Sherlock Holmes din Edinburgh

Sherlockiana (sinonim cu termenul de origine franceză holmesologie) este un neologism de origine anglo-saxonă cu referire la domeniul de interes al fanilor și admiratorilor operelor literare cu Sherlock Holmes ale lui Sir Arthur Conan Doyle .
El se referă la:
- Memorabilia, cum ar fi statuete, desene și afișe de film, cu referire la personajul fictiv Sherlock Holmes, asociații săi (cum ar fi dr. Watson și inspectorul Lestrade) și locuința sa din 221B Baker Street;
- Opere literare necanonice, care nu sunt scrise de Sir Arthur Conan Doyle, care se referă la aceste personaje și lumea lor; și
- Referiri în opere de ficțiune, atunci când personajele din alte opere ficționale se referă la povestirile cu Sherlock Holmes.

De la publicarea lor, pentru prima dată, în coloanele revistei Strand Magazine, investigațiile detectivistice ale lui Sherlock Holmes au stârnit un astfel de entuziasm, astfel încât acestea i-au eclipsat complet restul operei literare, destul de polimorfă și de importantă totuși, a creatorului său. Cu toate acestea, Conan Doyle a decis în 1893 să se debaraseze de această popularitate obținută prin înecarea personajului său în Cascadele Reichenbach, într-o luptă cu profesorul Moriarty, eternul său adversar.
Ca atare, Sherlockiana variază de la prezentarea serioasă a personajului în romane ca The Seven-Per-Cent Solution de Nicholas Meyer până la parodii ca piesa radiofonică The Tale of the Giant Rat of Sumatra interpretată de artișrii de la Firesign Theatre și filmul The Adventure of Sherlock Holmes' Smarter Brother al regizorului Gene Wilder. Emisiuni ca CSI se referă uneori la Holmes sau folosesc imagini specifice lui Holmes în episoadele lor.

## Marele hiatus

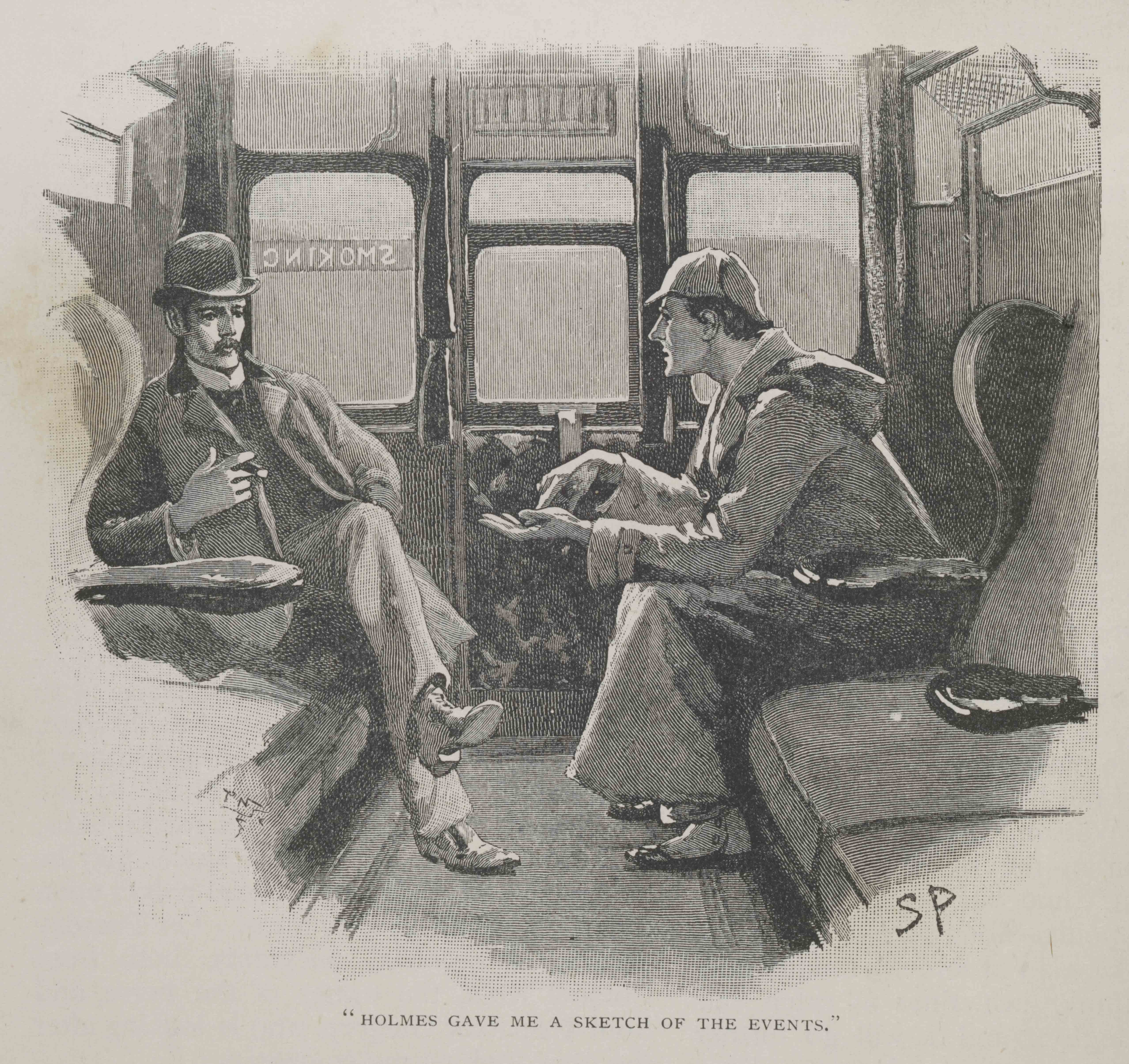
Watson: "Holmes mi-a făcut un rezumat al evenimentelor". Ilustraţie de Sidney Paget în Strand Magazine (1892) pentru povestirea Stea-de-Argint din Memoriile lui Sherlock Holmes.

"Marele hiatus" cuprinde, în ficțiune, perioada de trei ani între 1891 (pseudo-moartea lui Holmes) și 1894 (reapariția acestuia), precum și perioada 1893-1903 din opera autorului. Această perioadă de trei ani, fără aventuri, în care toată lumea a crezut că moartea personajului s-a datorat voinței lui Sir Arthur Conan Doyle de a-l face să dispară: într-adevăr, Doyle, deși a devenit celebru grație acestor aventuri, dorea o schimbare. După ce a scris un număr mare de povestiri (și două romane), el a vrut să se ocupe cu alte lucruri și, prin urmare, a decis să-l elimine cu totul pe Sherlock Holmes. Conan Doyle i-a scris astfel un final demn de numele său, povestită în Ultima problemă (1893). Găsindu-și în sfârșit un dușman pe măsură în persoana profesorului Moriarty, Holmes nu are alt mijloc de a-l învinge decât o luptă singură cu el, iar cei doi cad în cele din urmă în Cascadele Reichenbach, din apropiere de Meiringen (Elveția), învingându-și dușmanul prin jertfa vieții sale.
Pentru Conan Doyle în acest stadiu, totul se terminase. El nu ținuse cont de entuziasmul publicului, iar dispariția personajului său a stârnit vâlvă. Timp de zece ani, Doyle a rezistat presiunii publicului; el a scris alte romane și nu s-a mai auzit nimic de Sherlock Holmes, cu excepția romanului Câinele din Baskerville, pe care-l scrisese în 1902, pentru a satisface publicul cititor, dar apoi, în cele din urmă, el a cedat în 1903 sub presiunea unui editor, care i-a oferit o sumă mare de bani în schimbul unor noi aventuri. El a scris astfel povestirile din volumul Întoarcerea lui Sherlock Holmes, prima dintre ele fiind Casa pustie, care-l aduce în scenă pe colonelul Sebastian Moran.
Moartea personajului a generat atâtea proteste că scriitorul Conan Doyle a decis, fără tragere de inimă, să-l "reînvie" în 1903, ceea ce îi va asigura în cele din urmă o faimă la nivel mondial.

## Biografii holmesiene

### Pionierul Ronald Knox
În 1911, Ronald Knox a susținut la Universitatea Oxford o conferință pe care a publicat-o la scurt timp sub titlul Studies in the Literature of Sherlock Holmes. El consideră, cu umor, ca fiind reale povestirile în care apare Holmes, care au fost relatate de doctorul Watson. 
Acest lucru îl determină să încerce să rezolve anumite contradicții flagrante între povestiri: de exemplu, în Omul cu buza strâmbă, Watson este numit "James" de soția sa, în timp ce el are prenumele de "John" în toate celelalte povestiri. În mod similar, el remarcă faptul că procedura unei căsătorii, celebrate în Scandal în Boemia, și materia pentru un examen de la universitate, care are loc în Cei trei studenți, nu sunt conforme cu realitatea.
În plus, Ronald Knox încearcă să restabilească cronologia reală a aventurilor narate în revista Strand Magazine, deoarece ordinea de publicare nu corespunde în mod evident cu ordinea în care au loc diferitele anchete.

### Dezvoltarea studiilor holmesiene

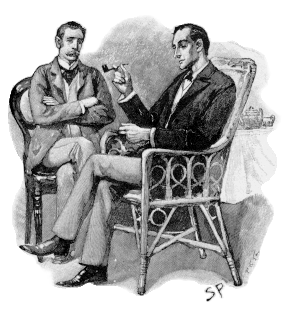
Sherlock Holmes şi dr. Watson

Reeditarea în 1928 în volumul Essays in Satire a acestui eseu cu privire la literatura cu Sherlock Holmes a suscitat un ecou imens. Sir Sidney Castle Roberts, reprezentant al Universității Cambridge, rivala Universității Oxford, i-a răspuns lui Knox, devenit între timp prelat catolic, prin A note on the Watson problem (1929) și printr-un eseu intitulat 8.Doctor Watson: Prolegomena to the study of a biographical problem (1931). El va fi urmat de T. S. Blakeney (Sherlock Holmes: Fact or Fiction?, 1932), de H. W. Bell (Sherlock Holmes and Dr Watson: A chronology of their Adventures, 1932) și de Vincent Starrett (The Private Life of Sherlock Holmes, 1933). 
De atunci, nenumărate studii similare au fost publicate pe ambele maluri ale Atlanticului. Bibliografia eseurilor și cărților scrise pe acest subiect au umplut deja cinci volume mari în 1994 și este în creștere de la o zi la alta. Jurnalistul și romancierul american Christopher Morley (1890-1957), fondator în 1934 al societății Baker Street Irregulars, a declarat, parafrazându-l pe Churchill: Never has so much been written by so many for so few (Niciodată nu a fost scris atât de mult de atât de mulți pentru atât de puțini).
În linii mari, studiile holmesiene includ și analize ale operei lui Conan Doyle din punct de vedere al istoriei literare sau științifice, acest din urmă aspect fiind tratat de un savant recunoscut: Edmond Locard.

### Memorabilia
- Edițiile originale (EO) ale romanelor lui Conan Doyle, precum și exemplarele revistei Strand în care au fost publicate pentru prima oară în foileton aventurile celebrului detectiv se află în mod evident pe primul loc în lista colecționarilor holmesieni.

## Societăți holmesiene
La început, acești exegeți ai scrierilor cu Sherlock Holmes au simțit nevoia de a se întâlni pentru a discuta controversele cu privire la viața personajului preferat. Din acest motiv, s-au înființat succesiv la începutul anilor 1930 Sherlock Holmes Society din Londra și Baker Streets Irregulars (BSI) din New York. Această din urmă asociație, creată de Christopher Morley, își trage numele după banda de copii ai străzii din Londra, folosiți ocazional de Sherlock Holmes în unele din investigațiile sale. De atunci, asociația s-a extins pe teritoriul Statelor Unite ale Americii, unde multe orașe dispun de un club care pretinde a fi membru al Baker Streets Irregulars. BSI publică începând din 1946 o revistă intitulată The Baker Street Journal, care a fost fondată de către Edgar W. Smith.

### În Franța, Elveția și Belgia
Cu toate acestea, nicio societate de acest tip nu a fost înființată în lumea francofonă înainte de anul 1984, când a fost fondată "Société des amis d'Henri Fournaye" (denumită astfel după un personaj al aventurilor lui Holmes). În 1993, Société Sherlock Holmes de France a preluat "Société des amis d'Henri Fournaye", care a fost dizolvată. Cu referire la o aventură a lui Sherlock Holmes (din „Funcționarul agenției de bursă”), ea este supranumită "Fierarii de la Franco Midland". Această societate, parodiind o activitate comercială, are "sucursale" în Franța, Belgia și Italia.
A urmat crearea unei societăți alsaciene, "Les évadés de Dartmoor", a "Société d'études holmésiennes de la Suisse romande", a " Cercle littéraire de l'escarboucle bleue" (Toulouse) și a "Cabinet du patient résidant" (Pau).
La 18 februarie 2006 a fost înființată Société Sherlock Holmes de Belgique, supranumită "Plutonul bicicliștilor singuratici".

### Manifestări
Societatea Sherlock Holmes din Londra a organizat în 1968 un prim pelerinaj în Elveția pe urmele eroului său. Detectivul a dispărut în mai 1891, în Cascadele din Reichenbach, din apropiere de Meiringen.
De atunci a devenit o tradiție pentru britanici să meargă în Elveția, în special în 1987, cu ocazia centenarului creării personajului Sherlock Holmes. În acea perioadă a fost înființată o asociație elvețiano-germană de tineri fani ai lui Sherlock Holmes, de numită Reichenbach Irregulars.

## Muzee și monumente

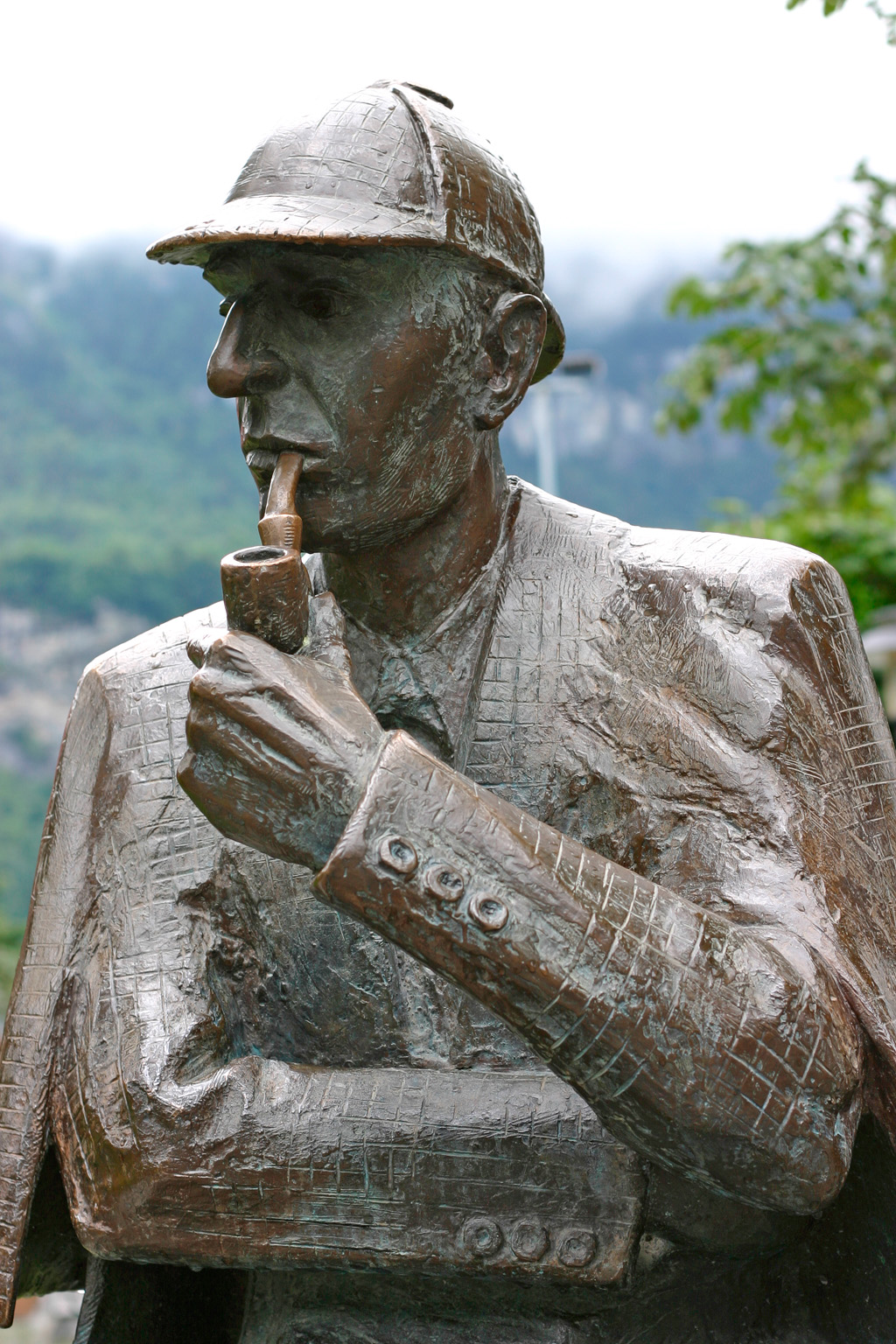
Statuia lui Sherlock Holmes din Meiringen.

Mai multe muzee au ca scop prezentarea personajului sau au ca pretext ilustrarea epocii victortene.
- Muzeul Sherlock Holmes din Londra[3]
- Muzeul Sherlock Holmes din Lucens[4]
- Muzeul Sherlock Holmes din Meiringen

### Muzeul din Lucens
În 1965, Adrian (Malcom) Conan Doyle, fiul lui Arthur Conan Doyle, a inaugurat în castelul său din Lucens (Elveția), un muzeu consacrat personajului creat de tatăl său.
În anii '60 ai secolului al XX-lea, Adrian Conan Doyle a cumpărat Castelul din Lucens, unde s-a stabilit până la moartea sa în 1970. Într-o pivniță a castelului, el a reconstruit salonul lui Sherlock Holmes, așa cum fusese amenajat în timpul Festival of Britain, și a amplasat acolo piese de mobilier și obiecte care au aparținut tatălui său. Un mic muzeu adiacent acestei săli prezenta și alte elemente care fac referire la Sherlock Holmes și la viața lui Sir Arthur Conan Doyle. "Jack" (Cyril Tranfield) Thorne, care lucrase la expoziția din 1951, a fost angajat pentru acest scop și nu a precupețit nici un efort pentru a recrea spiritul operei lui Sir Arthur, prin intermediul acestui muzeu.
Acest muzeu, proprietatea actuală a Fundației Sir Arthur Conan Doyle, a fost mutat în 2001 în încăperile puse la dispoziție de primăria comunei Lucens ("Casa Roșie", vizavi de clădirea primăriei). El dispune de încăperi mai vaste și mai bine amenajate decât atunci când muzeul se afla în castel. Salonul lui Sherlock Holmes a rămas expus în mod identic. În ceea ce privește restul expoziției, el este prezentat într-un mod mai rațional și mai didactic decât era anterior, într-un decor victorian reconstituit.

### Expoziția din 1951
În 1951 a avut loc la Londra, în cadrul Festival of Britain, o expoziție completă consacrată lui Sherlock Holmes. Acolo a existat o reconstituire detaliată a salonului detectivului, așa cum este descris în opera lui Sir Arthur Conan Doyle, creatorul personajului. Printre obiectele prezente se aflau numeroase obiecte autentice care aparținuseră lui Arthur Conan Doyle sau chiar ilustratorului Sidney Paget.